# Debra Messing
Debra Lynn Messing (født 15. august 1968 i Brooklyn, New York City, New York, USA) er en jødisk amerikansk skuespiller, bl.a. kendt fra tv-serien Will & Grace.

## Filmography
| Television | Television                         | Television                         | Television |
| År         | Titel                              | Rolle                              | Noter |
| ---------- | ---------------------------------- | ---------------------------------- | --- |
| 1994–1995  | NYPD Blue                          | Dana Abandando                     | Episode: "Double Abandando" (1994), "A Murder with Teeth in It" (1995), "Bombs Away" (1995) |
| 1995       | Partner                            | Stacey                             | Episode: "City Hall" |
| 1995–1997  | Ned and Stacey                     | Stacey                             | |
| 1996–1997  | Seinfeld                           | Beth Lookner                       | Episode: "The Wait Out" (1996), "The Yada Yada" (1997) |
| 1998       | Prey                               | Dr. Sloan Parker                   | |
| 1998–2006  | Will & Grace                       | Grace Adler                        | Emmy Award for Outstanding Lead Actress in a Comedy Series (2003) Satellite Award for Best Actress – Television Series Musical or Comedy (2002, 2003) Screen Actors Guild Award for Outstanding Performance by an Ensemble in a Comedy Series (2001), with Eric McCormack, Sean Hayes and Megan Mullally Nominated — American Comedy Award for Funniest Female Performer in a TV Series (Leading Role) (2000, 2001) Nominated — Emmy Award for Outstanding Lead Actress in a Comedy Series (2000-2002, 2006) Nominated — Golden Globe Award for Best Actress – Television Series Musical or Comedy (2000-2005) Nominated — Satellite Award for Best Actress – Television Series Musical or Comedy (2004) Nominated — Screen Actors Guild Award for Outstanding Performance by a Female Actor in a Comedy Series (2001, 2004) Nominated — Screen Actors Guild Award for Outstanding Performance by an Ensemble in a Comedy Series (2002-2005), with Eric McCormack, Sean Hayes and Megan Mullally Nominated — Teen Choice Award for Choice Actress, TV (2001, 2002, 2006) |
| 1999       | Jesus                              | Mary Magdalene                     | |
| 2002       | King of the Hill                   | Mrs. Hilgren-Bronson, Jordan's Mom | Episode: "Get Your Freak Off" (Kun stemme) |
| 2006       | Will & Grace: Say Goodnight Gracie | Grace Adler                        | retrospective special |
| 2007       | The Starter Wife                   | Molly Kagan                        | 5 part miniseries Gracie Allen Award Nominated — Emmy Award for Outstanding Lead Actress - Miniseries or Movie Nominated — Golden Globe Award for Best Actress – Miniseries or Television Film Nominated — Satellite Award for Best Actress – Miniseries or Television Film Nominated — Screen Actors Guild Award for Outstanding Performance by a Female Actor in a Miniseries or Television Movie |
| 2008       | The Starter Wife                   | Molly Kagan                        | 10 episode series Nominated — Golden Globe Award for Best Actress – Television Series Musical or Comedy |
| Film       |                                    |                                    | |
| År         | Titel                              | Rolle                              | Noter |
| 1995       | A Walk in the Clouds               | Betty Sutton                       | |
| 1997       | McHale's Navy                      | Lt. Penelope Carter                | |
| 1998       | Celebrity                          | TV reporter                        | |
| 2002       | The Mothman Prophecies             | Mary Klein                         | |
| 2002       | Hollywood Ending                   | Lori                               | |
| 2004       | Along Came Polly                   | Lisa Kramer                        | |
| 2004       | Garfield                           | Arlene                             | Lydspor |
| 2005       | The Wedding Date                   | Kat Ellis                          | |
| 2006       | Open Season                        | Beth                               | Lydspor |
| 2007       | Purple Violets                     | Kate Scott                         | |
| 2007       | Lucky You                          | Suzanne Offer                      | |
| 2008       | The Women                          | Edie Cohen                         | |
| 2008       | Nothing Like the Holidays          | Sarah Rodriguez                    | Nominated — Satellite Award for Best Actress – Motion Picture Musical or Comedy |

- Wikimedia Commons har flere filer relateret til Debra Messing
- Debra Messing på Internet Movie Database (engelsk)
- Debra Messing på Filmdatabasen
- Debra Messing på Scope
- Debra Messing på Svensk Filmdatabas (svensk)
- Debra Messing på AlloCiné (fransk)
- Debra Messing på AllMovie (engelsk)
- Debra Messing på Turner Classic Movies (engelsk)
- Debra Messing på Rotten Tomatoes (engelsk)
- Debra Messing på The Movie Database (engelsk)
- Debra Messing på Internet Broadway Database (engelsk)